# Prosype ethiopicus
Prosype ethiopicus là một loài bọ cánh cứng trong họ Cerambycidae.